# Progear
Progear (プロギアの嵐, Purogia no Arashi, Storm of Progear) est un jeu vidéo de type shoot 'em up développé par Cave et édité par Capcom uniquement sur CP System II en janvier 2001. Il est resté le seul shoot them up à orientation horizontale développé par Cave (réputé pour ses jeux à scrolling verticaux) jusqu'à l'apparition de Deathsmiles en 2007,.

## Système de jeu
Progear est le premier shoot 'em up à scrolling horizontal développé par Cave.
Il est possible de choisir entre deux avions aux caractéristiques différentes (tir large ou concentré) ainsi qu'entre trois canonniers ayant eux aussi un tir propre (bombe explosive, boulet de canon ou missile suiveur).
Le joueur doit se frayer un chemin parmi les labyrinthes formés par les tirs ennemis, dans la pure tradition du manic shooter. Les niveaux sont très courts, et se terminent comme il se doit par un affrontement avec un boss de taille imposante.

## Équipe de développement
Cave
- Producteur : Kenichi Takano
- Directeur : Junya Inoue
- Chef Programmeur : Tsuneki Ikeda
- Programmeurs : Satoshi Kouyama, Takashi Ichimura
- Designers : Akira Wakabayashi, Hiroyuki Tanaka, Fusayuki Watariguchi, Kengo Arai
- Producteur son : Junya Inoue
- Musique : Yukinori Kikuchi
- Effets sonores : Ryuichi Yabuki
- Assistant : Tosiaki Tomizawa
- Voix : Mitsuo Furusawa, Junya Inoue, Aki Sibata, Midori Katou, Masayo Hirasaka
- Remerciements : Yasushi Imai
- Design personnages et engins : Junya Inoue

Capcom
- Producteur : Tatsuya Minami
- Support département research & development : Tomoshi Sadamoto